# Демантоид
Деманто́ид (нем. Diamant — «алмаз», др.-греч. εἶδος — «вид, внешность»), иногда «уральский хризолит» (тривиальное название) — прозрачная, имеющая зелёные и желтовато-зеленые оттенки, ювелирная разновидность минерала андрадита группы граната. Название дано Н. Г. Норденшёльдом. Встречается редко. Особенностью уральского демантоида, за которую он ценится ещё выше в отличие от остальных камней, являются включения биссолита, так называемый «конский хвост», который придаёт камню дополнительную красоту и своеобразие. Однако указанные включения имеют не все демантоиды.
Демантоид также известен под следующими названиями: бобровский гранат, уральский изумруд, уральский оливин, русский хризолит, сибирский хризолит, торговый хризолит, уральский хризолит.

## Физико-химические свойства
Демантоид известен с глубокой древности, его иногда по ошибке называли хризолитом. Зёрна демантоида имеют округлую или овальную форму с размерами, которые редко превосходят 10 мм. Показатель преломления света находится в диапазоне 1,83 — 1,90, дисперсия света в два раза превышает дисперсионные свойства других гранатов и имеет значение 0,057. Физическая плотность 3,8 — 3,9 тонны на кубометр. Наиболее интенсивная абсорбция происходит в диапазонах 701, 640, 622, 443 нм.
Химическая формула: Ca3Fe2(SiO4)3.
Твёрдость 6,5. Характеризуется прекрасной игрой света, обусловленной сильным светопреломлением (1,888—1,889) и ярким блеском, особенно при искусственном освещении.
Окраска демантоида вызвана примесью хрома, жёлтые оттенки демантоидов вызваны соединениями титана.

## Месторождения
Известны месторождения в России, Намибии, Кении и Танзании. Месторождение демантоидов на территории России впервые было открыто Василием Гавриловичем Калугиным в 1874 году на реке Бобровке (Средний Урал), недалеко от Екатеринбурга. Позднее найдены в деревне Полдневая (близ города Полевской). Отсюда возникло несколько альтернативных наименований демантоида: его называли «бобровским гранатом», а также «уральским изумрудом» или «уральским хризолитом». А. Ферсман в своей знаменитой книге «Рассказы о самоцветах» упоминает, что на Западе демантоид нередко фигурировал как «русский» или «сибирский хризолит». Позже месторождения демантоида на территории России были открыты на Камчатке. Красивый ярко-зелёный демантоид встречается вместе с флогопитом и кальцитом в породах ковдорского карбонатитового массива в Мурманской области. Крупные проявления демантоида открыты ещё в советское время на Чукотке.
В 1967 году в Танзании, а позднее в соседней Кении, было открыто месторождение зелёного граната ювелирного качества под названием цаворит (разновидность гроссуляра). Этот камень поначалу считали демантоидом, а в торговой и ювелирной литературе и до сих пор иногда называют демантоидом, однако по составу он принципиально отличается от уральских демантоидов.

### Добыча
На территории Российской Империи первые демантоиды были обнаружены в 1874 году в россыпях Бобровского месторождения (Средний Урал). Затем там же было открыто его коренное месторождение.  
Крупные месторождения этого камня разрабатываются только на Среднем Урале. Максимальная добыча ювелирного демантоида осуществлена в 1913 году и составила 104 килограмма. Кристаллы ювелирного качества при этом редко превышали размер в 5 мм, а кристаллы в 10 мм считались и считаются поныне уникальными. Самые крупные кристаллы уральского демантоида имели массу 252,5 и 149,0 карата. В Музее истории камнерезного и ювелирного искусства можно видеть «Демантоид Александрова» массой 63,45 карата. В настоящее время основным поставщиком ювелирного демантоида на мировой рынок являются месторождения Мадагаскара и Ирана. Однако самые качественные демантоиды на 2017 год добывают на Урале. В конце XX века на Камчатке также былo выявлено месторождение демантоида в россыпном и коренном залегании, которое начало интенсивно изучаться.

## Применение

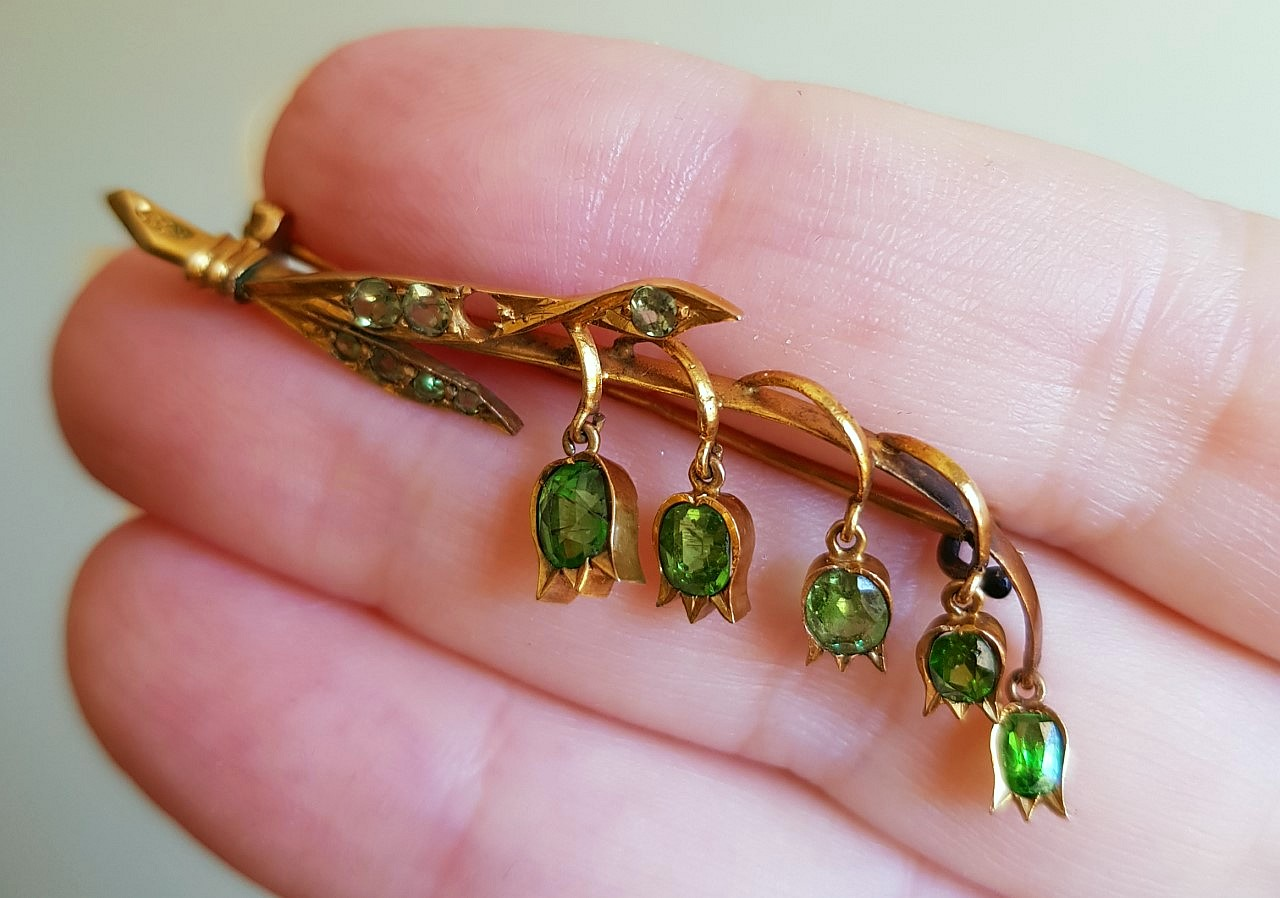
Брошь «Ландыш», Екатеринбург, 1908—1917. Золото, демантоиды

Демантоиды встречаются очень редко и поэтому представляют большую ювелирную ценность. У демантоида дисперсия выше, чем у алмаза, поэтому цветовая игра в огранённых камнях проявлена сильнее, чем у бриллианта. Демантоиды стали модными украшениями после Сибирско-Уральской научно-промышленной выставки 1887 года и особенно после Всемирной выставки 1889 года в Париже. Наряду с изумрудами демантоид стал основным ювелирным камнем русского экспорта. В первое десятилетие XX в. за границу вывозили огранённые демантоиды на несколько десятков тысяч рублей в год. Самые крупные из найденных камней весили 29,8 и 50,5 г.:32-33
Встречаются демантоиды с эффектом «кошачьего глаза», который создают волокнистые включения, прежде всего рутил. Такие разности предпочитают гранить в форме кабошона. Встречаются также камни с золотистыми «искрами».

## В культуре и литературных текстах
По всей видимости, именно демантоид был описан в пятой главе повести Александра Куприна «Гранатовый браслет». В день своих именин княгиня Вера Николаевна Шеина получила от своего давнего анонимного поклонника письмо и особенный подарок, золотой браслет с пятью крупными гранатами, кабошонами густо-красного цвета, «каждый величиной с горошину», окружающими «какой-то странный маленький зелёный камешек», согласно тексту письма — гранат редкого сорта.

...этот браслет принадлежал ещё моей прабабке, а последняя, по времени, его носила моя покойная матушка. Посередине, между большими камнями, Вы увидите один зелёный. Это весьма редкий сорт граната — зелёный гранат. По старинному преданию, сохранившемуся в нашей семье, он имеет свойство сообщать дар предвидения носящим его женщинам и отгоняет от них тяжёлые мысли, мужчин же охраняет от насильственной смерти.
Александр Куприн не называет «странный маленький зелёный камешек» точным минералогическим термином, однако его описание в точности соответствует «уральским хризолитам». Вдобавок, само по себе слово «демантоид» имеет слишком наукообразный вид и заметно выбивалось бы из общего стиля как присланного княгине письма, так и всей повести в целом.
Неоднократно встречаются демантоиды и в «Уральских сказах» Павла Бажова, хотя точно так же ни разу не называются своим научным именем, оставаясь «уральскими хризолитами». А в устах старателей, искажаясь местным деревенским произношением, превращаются в ещё более простые «кразелиты». Тем не менее местные знатоки понимают толк в «зелёных гранатках» и очень высоко ценят редкий камень, тем более что он имеет не слишком высокую твёрдость и достаточно лёгок для кустарной ручной огранки.:43

Старичок есть один. Первейший мастер по огранке и с понятием. Он, видишь, всякие камни берет и после огранки продает, а эти камешки у себя оставляет. Огранит — и в сохранное место. Они, — говорит, — золотоцветню горы родня, их нельзя на пустяковые подвески держать. Хризолитовая особь для большого дела пригодиться может.— Павел Бажов, «Золотоцветень горы», 1948 г.
Академик Александр Ферсман присутствовал в качестве приглашённого эксперта на раскопках древнего города Экбатана, находящегося на территории Ирана (в окрестностях современного Хамадана), где вместе с золотом и другим металлом, очень похожим на платину, были обнаружены некие кристаллы золотисто-зелёного камня. По результатам анализа Ферсман однозначно определил камни как демантоиды, минерал, месторождения которого до той поры нигде не были известны в Европе, кроме Урала.:192-194 Пытаясь объяснить факт столь далёкой находки, Ферман выдвинул предположение, что намытые из русла рек уральские «хризолиты» вместе с золотом и платиной доставлялись в страны древней культуры из первобытных территорий Урала, а уцелевшие письменные памятники древнего Ирана, Индии, Греции и Рима, говоря о невиданной красоты изумрудах из скифской страны, на самом деле имеют в виду его золотисто-зелёный аналог — уральский демантоид.:194